# Umeå
Umeå ([ˈʉːmɛo], Ubmeje in lingua sami di Ume, Ubmi in lingua sami settentrionale, Uumaja in finlandese) è una città svedese, capoluogo della municipalità omonima (pop. 89 607) e della contea di Västerbotten. Per popolazione è l'undicesima città della Svezia. La città è attraversata dal fiume Ume.
Umeå è una città universitaria e un centro per l'istruzione e per la ricerca tecnica e medica in Svezia con più di 39 000 studenti. La città è stata capitale europea della cultura per il 2014.

## Storia
La prima menzione scritta di Umeå è risalente al XIV secolo. La zona della città, così come la parte settentrionale della Svezia, fu popolata dai Sami. Il nucleo originario della città era costituito da una parrocchia e dal Backen (o Kyrkbacken), l'attuale zona residenziale di Umeå. La presenza di un fiume e la vicinanza alla costa favorirono l'incremento della popolazione locale.
Nei due secoli successivi la città fu abitata dai Sami e costituita da parrocchie sparse. Tuttavia, Umeå non fu costruita su ordine del re e negli anni 1590 perse il titolo di città.
Nel 1622, la città fu nuovamente fondata dal re Gustavo II Adolfo di Svezia. Nel 1638, il paese aveva circa 40 case. Fu rasa al suolo dai russi nel 1714 e nel 1720, durante il saccheggio russo del 1719-21. Alla fine della guerra di Finlandia, nel 1809 l'esercito russo, sotto il comando di Michael Andreas Barclay de Tolly, occupò Umeå da giugno ad agosto.
Il 25 giugno 1888 un incendio devastò la parte orientale di Umeå e almeno 2 300 dei 3 000 abitanti persero la casa. Nel restauro dopo l'incendio, furono piantate delle betulle bianche al fine di prevenire la diffusione di altri incendi in futuro. Per questo motivo, Umeå è nota anche come "Björkarnas Stad", (it: la "Città delle Betulle") o "La Piccola Stoccolma" e il nome della squadra di hockey su ghiaccio di Umeå, Björklöven, significa "le foglie della betulla".
È la città natale della cantautrice Tove Styrke

## Geografia fisica

### Territorio
La città, che affaccia sul golfo di Botnia, si trova al centro-nord della Svezia. È la più popolosa città dell'area settentrionale svedese, unica a superare i 100 000 abitanti, ed è situata a metà strada fra Luleå e Sundsvall, a 641 km nord da Stoccolma e 518 da Oulu, in Finlandia. La vicina località di Holmsund ha la funzione di porto cittadino. Da qui partono dei traghetti che collegano Umeå con la vicina città di Vaasa (svedese: Vasa), in Finlandia.

### Clima
Umeå ha un clima subartico con estati fresche e inverni freddi.
Durante il corso dell'anno la temperatura in genere varia tra i −12 °C e i 20 °C, con temperature molto raramente al di sotto dei −23 °C e al di sopra dei 25 °C. In particolare, la stagione calda dura da inizio giugno a inizio settembre, mentre la stagione fredda va da metà novembre a metà marzo.
La durata del giorno, invece, cambia in modo significativo nel corso dell'anno. Umeå è abbastanza vicina al circolo polare artico, a una latitudine di qualche grado più meridionale di esso. Questo si traduce nell'assenza di fenomeni come il sole di mezzanotte in estate e la notte polare in inverno; quindi, in estate si ha un giorno quasi ininterrotto della durata di circa 21 ore, mentre in inverno il buio non cala mai del tutto in quanto si hanno all'incirca quattro ore di luce.
Per quanto invece riguarda le precipitazioni, bisogna dire che le più comuni sono la neve e la pioggia, la prima concentrata per lo più nei mesi invernali, la seconda in quelli estivi. I temporali a Umeå sono insoliti e avvengono quasi sempre d'estate, ma ciò non vuol dire che a Umeå non ce ne siano mai. Durante l'inverno, invece, è chiaramente la neve l'unica forma di precipitazione, che spesso però cade con una certa violenza. Gli accumuli nevosi giungono ogni anno a una profondità media di circa 36 cm, anche se può capitare che in alcuni anni particolarmente nevosi si superino i 69 cm.
Infine, per quanto riguarda il vento, esso va in genere dagli 0 nodi (Calma secondo la scala di Beaufort) ai 12 nodi (Vento moderato secondo la stessa scala), superando raramente i 20 (Vento teso). Nella maggior parte dei casi, il vento soffia da sud, da nord-ovest e da nord.
| Clima di Umeå    | Clima di Umeå | Clima di Umeå | Clima di Umeå | Clima di Umeå | Clima di Umeå | Clima di Umeå | Clima di Umeå | Clima di Umeå | Clima di Umeå | Clima di Umeå | Clima di Umeå | Clima di Umeå | Clima di Umeå | Clima di Umeå |
| Temperature      | Temperature   | Temperature   | Temperature   | Temperature   | Temperature   | Temperature   | Temperature   | Temperature   | Temperature   | Temperature   | Temperature   | Temperature   | Temperature   | Temperature   |
| Mese             | Gen           | Feb           | Mar           | Apr           | Mag           | Giu           | Lug           | Ago           | Set           | Ott           | Nov           | Dic           |               | Media         |
| ---------------- | ------------- | ------------- | ------------- | ------------- | ------------- | ------------- | ------------- | ------------- | ------------- | ------------- | ------------- | ------------- | ------------- | ------------- |
| Massime medie °C | -5            | -4            | 0             | 6             | 12            | 17            | 20            | 18            | 13            | 7             | 0             | -4            |               | 6,6           |
| Media °C         | -8            | -7,5          | -4            | 1,5           | 7             | 12,5          | 15,5          | 14            | 9             | 4             | -2            | -6,5          |               | 2,9           |
| Medie minime °C  | -11           | -11           | -8            | -3            | 2             | 8             | 11            | 10            | 5             | 1             | -4            | -9            |               | -0,75         |
|                  |               |               |               |               |               |               |               |               |               |               |               |               |               |               |

## Monumenti e luoghi d'interesse

### Architetture civili
- Municipio di Umeå
- Kyrkbron
- Von Ahnska magasinet
- Stazione centrale di Umeå

## Cultura

### Musei
- Guitars - the Museum
- Parco delle sculture di Umedalen

## Economia
Oggi Umeå è un importante centro della ricerca medica ed è riconosciuto per la sua posizione di spicco nelle biotecnologie.

## Università
- Università di Umeå
- Umeå School of Business and Economics
- Umeå Institute of Technology
- Umeå Institute of Design
- Università svedese di scienze agricole

## Sport
A Umeå sono state organizzate varie gare di sci di fondo (nel 2004 valide per la relativa Coppa del Mondo) e di freestyle.
Inoltre è sede del Umeå FC, risalito nella seconda serie nazionale di calcio maschile al termine della stagione 2019, e dell'Umeå IK, plurititolata squadra di calcio femminile.